# Justice

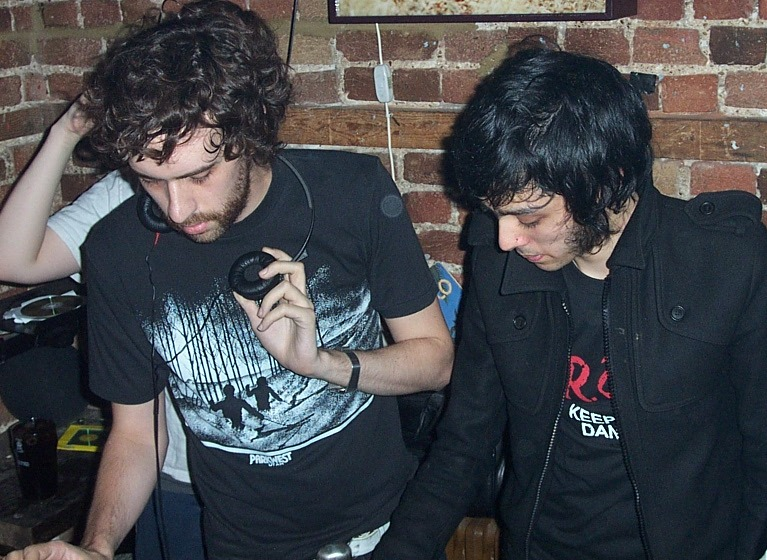
Ксав'є де Росне і Гаспар Оже

Justice — французький електро-панковий дует, що складається з Ксав'є де Росне (фр. Xavier Dulong de Rosnay) і Гаспара Оже (фр. Gasspard Oge). Проєкт організований в 2003 році. Свою популярність і значуще місце в музичній індустрії вони отримали за рахунок свого специфічного звучання треків в стилі French electro.

## Історія

### Становлення гурту
Вперше Justice стали відомими завдяки реміксу 2003 року на трек гурту Simian «Never Be Alone», створеному для конкурсу реміксів паризької коледжної радіостанції. Ремікс приніс гурту контракт з Едом Бангером і став хітом у клубах та в Інтернеті. Пісня була перевидана у 2004 році на DJ Hell's International DeeJay Gigolo Records і врешті-решт отримала комерційний реліз у Великій Британії влітку 2006 року під назвою «We Are Your Friends».
Після виходу «We Are Your Friends» Justice працював над реміксами для низки французьких гуртів (Vicarious Bliss, Scenario Rock і Gambit), а також для великих мейнстрімових виконавців, таких як Брітні Спірс, N.E.R.D, Fatboy Slim і Daft Punk. Перший сольний сингл Justice, «Waters of Nazareth», вийшов на лейблі Ed Banger Records у вересні 2005 року і був підтриманий рядом діджеїв. Трек був перевиданий у 2006 році з додатковими реміксами. Плідна робота дуету над реміксами продовжилася, виконуючи ремікси для Franz Ferdinand, Mystery Jets, Soulwax та Mr. Oizo. Justice отримав нагороду за найкраще відео на MTV Europe Music Awards 2006 за кліп на пісню «We Are Your Friends». Оже і де Розне не були присутні на церемонії, а нагороду отримав арт-директор лейблу So Me Records, режисер відео Жеремі Розан.

### Дебют
Дебютний альбом Justice під назвою «Cross» вийшов 11 червня 2007 року. Альбому передував міні-альбом «D.A.N.C.E.», випущений 28 травня 2007 року, до якого увійшли треки «Phantom» і власний ремікс гурту на «D.A.N.C.E.» під назвою «B.E.A.T.». Трек «D.A.N.C.E.» був номінований на «Відео року» на MTV Video Music Awards 2007. 1 листопада Justice отримали нагороду «Video Star» на церемонії European Music Awards у Мюнхені та був названий найкращим французьким виконавцем року.

Justice були номіновані на 50-ту церемонію вручення премії «Греммі» в категоріях «Найкращий танцювальний запис» (трек «D.A.N.C.E.») та «Найкращий електронний/танцювальний альбом» (альбом «Cross»). 1 травня 2008 року Justice випустили відеокліп на пісню «Stress». У кліпі показано групу молодих людей, які вчиняють акти вандалізму та знущань, одягнені в куртки з хрестом Justice на спині. Дехто звинуватив кліп у расизмі через стереотипне зображення молоді африканського походження (як чорношкірих, так і північноафриканців) з соціально неблагополучних паризьких передмість, інші побачили в ньому критику зображення чорношкірих у французьких ЗМІ. В інтерв'ю виданню The Quietus Оже сказав: 
«Ми, звичайно, очікували певного галасу, але, безумовно, не на ці теми... Якщо люди бачать расизм у відео, то це, безумовно, тому, що у них можуть бути проблеми з расизмом; тому що вони бачать лише чорношкірих людей, які б'ють білих, а це не те, що відбувається».
В інтерв'ю для Dummy у 2005 році Justice сказали, що хотіли б мати сильну концепцію для кожного запису, який вони випускають, і з цим альбомом дует хотів тримати людей у здогадках. Відповідаючи на запитання в інтерв'ю, чи отримали їхні перехресні теми якісь негативні відгуки, де Розне сказав: 
«Вісімдесят відсотків Франції – християни. Мій батько був трохи невпевнений і думав, що це поганий смак, але я сказав: «Це те, що я хочу робити, тато». Це дивно, тому що в Америці ми отримали підтримку від християнських груп, які дякують нам за те, що ми поширюємо боже слово. Ми не перевертаємо хрест, і я думаю, що вони думають, що ми виглядаємо як хороші хлопці, тому проблем не було».
1 червня 2008 року газета The Sun оголосила, що гурт Justice був обраний Ентоні Кідісом з Red Hot Chili Peppers для продюсування наступного альбому гурту «Stadium Arcadium», але це було швидко спростовано менеджером Еда Бангера Педро Вінтером, оскільки Ентоні Кідіс лише заявив, що він є фанатом Justice, а не готувався до співпраці з ними.
25 серпня 2008 року гурт оголосив, що його наступним великим релізом буде документально-концертний фільм на DVD під назвою «A Cross the Universe». Оголошення також супроводжувалося закликом до шанувальників надсилати фотографії, зображення та обкладинки на електронну адресу, щоб отримані фотографії можна було використати як обкладинку для релізу. Знакова сцена в «A Cross The Universe» відбувається в Лас-Вегасі, де, на знак вшанування американського хард-рок співака Ексла Роуза, Гаспар одружується з фанаткою, з якою познайомився за три години до того. 

### Альбом «Audio, Video, Disco» і сьогодення

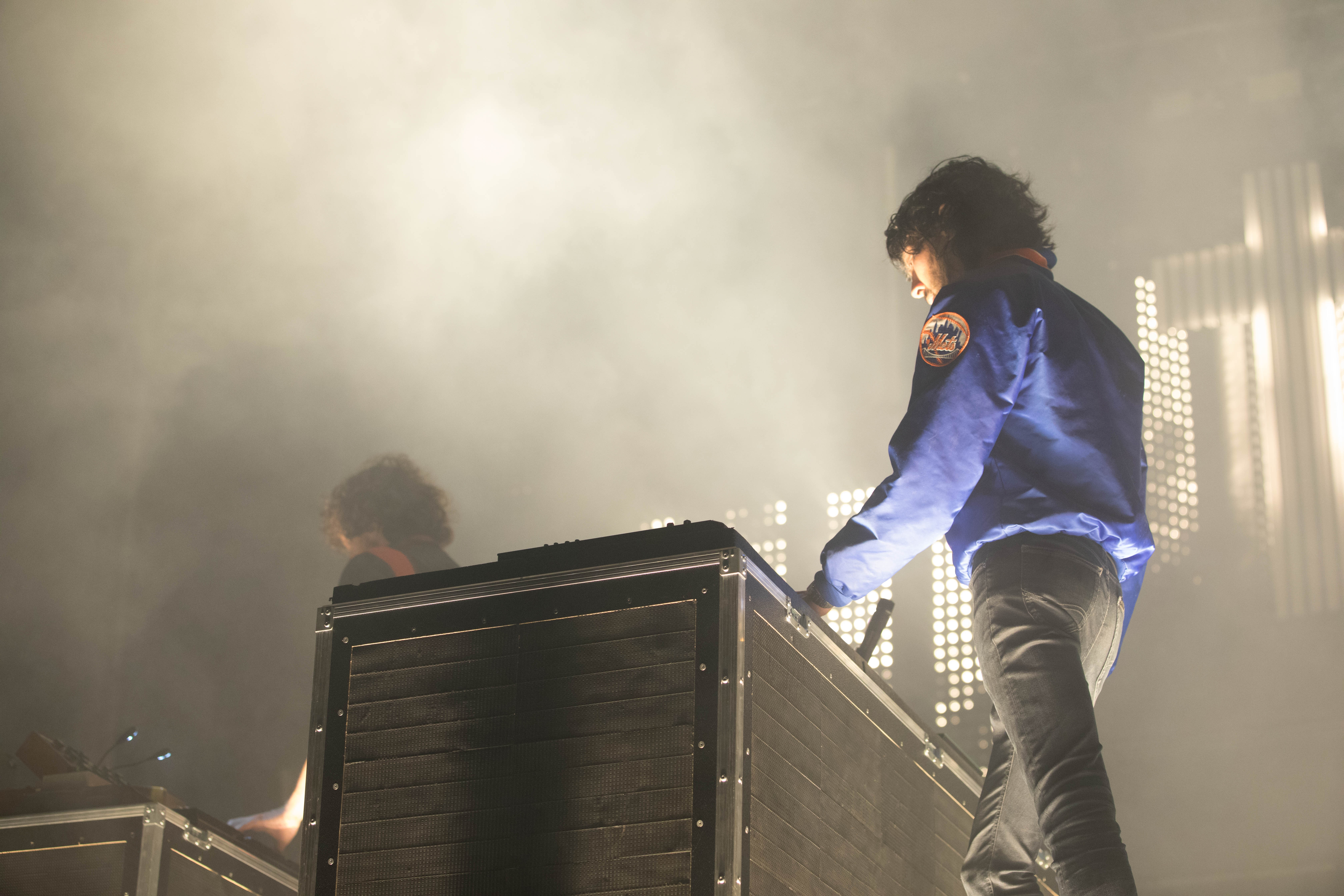
Justice під час виступу в Сіднеї, 2018 рік

14 березня 2011 року дует оголосив на своїй сторінці у Facebook про плани випустити новий сингл під назвою «Civilization» 4 квітня. Сингл став першим з другого альбому. Пісня також стала саундтреком до нової рекламної кампанії Adidas, яку очолив французький режисер Ромен Гаврас, з яким Justice працював раніше.
28 березня 2011 року сингл «Civilization», був випущений як тижневий ексклюзив в iTunes. 27 травня дует випустив офіційний кліп на сингл на YouTube. Відео значною мірою спирається на комп'ютерну графіку та ілюструє світ, в якому відомі пам'ятники (як-от пам'ятник Христу Спасителю в Ріо-де-Жанейро) руйнуються, коли гравітація змінюється на протилежну існуючій. У центрі сюжету – стадо бізонів, які тікають від руїн, що падають.
У серпні 2011 року гурт оголосив, що другий альбом «Audio, Video, Disco», вийде 24 жовтня 2011 року. В інтерв'ю французькому журналу Tsugi дует розкрив трек-лист альбому з 11 пісень і описав його як «прогресивний рок, зіграний хлопцями, які не вміють грати».
6 вересня 2011 року дует випустив відеокліп на сингл «Audio, Video, Disco» на своїй сторінці у Facebook. Відео показує Ксав'єра і Гаспара в студійній обстановці і детально розповідає про тривалий процес запису в стилі рок-н-рол, який був проведений під час створення синглу і альбому. У кліпі можна побачити різні інструменти, такі як електрогітара, фортепіано та барабанна установка, які буквально символізують перехід гурту до більш рокового, менш електронного звучання. 
7 травня 2013 року гурт випустив свій другий концертний альбом «Access All Arenas», який був записаний на Арені Нім у Франції 19 липня 2012 року.
13 вересня 2016 року Justice повідомили на своїй сторінці у Facebook, що їхній третій альбом буде називатися «Woman». Наступного дня Justice випустили другий сингл альбому під назвою «Randy» на своїй сторінці у Facebook. Незабаром після цього Justice оголосили на своїй сторінці у Facebook, що «Woman» доступний для попереднього замовлення через iTunes. Альбом було опубліковано 18 листопада 2016 року.
28 вересня 2018 року Justice оголосили через свій Instagram, що зіграють «останнє живе шоу в рамках туру і десятиліття» на фестивалі HARD Day of the Dead у Каліфорнії.
12 червня 2023 року Педро Вінтер підтвердив, що Justice випустить четвертий студійний альбом навесні 2024 року.

## Дискографія

### Студійні альбоми
- 2007 : †
- 2011 : Audio, Video, Disco
- 2016 : Woman
- 2024 : Hyperdrama

### Інші альбоми (Live)
- 2008 : A Cross the Universe
- 2013 : Access All Arenas
- 2018 : Woman Worldwide

### Розширені записи
- 2008 : Planisphère

### Ремікси
- Stevie Wonder — Superstition

| 2003 - Scenario Rock — Skitzo Dancer - Vicarious Bliss — Theme from Vicarious Bliss | 2004 - N*E*R*D — She Wants to Move |

| 2005 - Britney Spears — Me Against the Music - Daft Punk — Human After All - Death from Above 1979 — Blood on Our Hands - Fatboy Slim — Don't Let the Man Get You Down - Mystery Jets — You Can't Fool Me Dennis - Soulwax — NY Excuse | 2006 - Franz Ferdinand — The Fallen - Justice — Waters of Nazareth - Mr. Oizo — Nazis |

| 2007 - Justice — D.A.N.C.E. - Justin Timberlake — LoveStoned - Klaxons — As Above, So Below - ZZT — Lower State of Consciousness | 2008 - Justice — DVNO - Justice — Stress - MGMT — Electric Feel |

| 2009 - Lenny Kravitz — Let Love Rule - U2 — Get on Your Boots | 2013 - Boys Noize — Ich R U - Justice — Brianvision |